# Phyllotis
A Phyllotis az emlősök (Mammalia) osztályának rágcsálók (Rodentia) rendjébe, ezen belül a hörcsögfélék (Cricetidae) családjába tartozó nem.

## Rendszerezés
A nembe az alábbi 14 faj tartozik:
- Phyllotis amicus Thomas, 1900
- Phyllotis andium Thomas, 1912
- Phyllotis anitae Jayat, D'Elia, Pardiñas & Namen, 2007
- Phyllotis bonariensis Crespo, 1964
- Phyllotis caprinus Pearson, 1958
- Phyllotis darwini Waterhouse, 1837 - típusfaj
- Phyllotis definitus Osgood, 1915
- Phyllotis haggardi Thomas, 1908
- Phyllotis limatus Thomas, 1912
- Phyllotis magister Thomas, 1912
- Phyllotis osgoodi Mann, 1945
- Phyllotis osilae J. A. Allen, 1901
- Phyllotis wolffsohni Thomas, 1902
- Phyllotis xanthopygus Waterhouse, 1837